# Scipiolus plumosus
Scipiolus plumosus là một loài nhện biển trong họ Ammotheidae. Loài này thuộc chi Scipiolus. Scipiolus plumosus được miêu tả khoa học năm 1908 bởi Loman.